# Sơn Hà, Phú Xuyên
Sơn Hà là một xã thuộc huyện Phú Xuyên, thành phố Hà Nội, Việt Nam. Phía Bắc của xã giáp huyện Thường Tín, phía Đông giáp thị trấn Phú Xuyên, phía Nam giáp xã Quang Trung, phía tây giáp xã Vân Từ.
Xã Sơn Hà có diện tích 3,77 km², dân số năm 1999 là 4527 người, mật độ dân số đạt 1201 người/km². Xã gồm 3 thôn: thôn Thao Nội, thôn Thao Ngoại và thôn Sơn Thanh.
Xã có trục đường nhựa liên xã Thị Trấn Phú Xuyên – Tân Dân chạy dọc theo địa bàn dài 5 km.